# نمای خانه قهرمان‌پور
نمای خانهٔ قهرمان‌پور؛ نام نمای خانه‌ای تاریخی مربوط به دورهٔ پهلوی اول است و در شهرستان مشهد، شهر مشهد، خیابان آزادی، کوچهٔ مخابرات، پلاک ۹۲ واقع شده و این اثر در تاریخ ۲۵ مرداد ۱۳۸۴ با شمارهٔ ثبت ۱۳۳۷۳ به‌عنوان یکی از آثار ملی ایران به ثبت رسیده‌است.